# 富士田千蔵
富士田 千蔵（ふじたや せんぞう）は、長唄唄方の名跡。代々長唄富士田家家元。

## 初代
（宝暦7年（1757年） - 文政6年12月9日（1824年1月9日））
江戸の生まれ、俳名は楓郷。初代富士田吉治の子。富士田藤次郎と称した。1794年11月に桐座で千蔵となる。1798年に江戸市村座の立唄。父親譲りの美声で鳴らした。「大原女」「越後獅子」等を初演。
没年月日は12月15日とも。

## 2代目
（生年不詳 - 安政6年9月13日（1859年10月8日））
陸奥の生まれ、初代千蔵の高弟の門弟。富士田千太郎、2代目富士田新蔵を経て1832年に中村座で2代目千蔵を襲名。

## 3代目
（生年不詳 - 明治18年（1885年））
静岡の生まれとも、文政中頃に江戸に出て2代目千蔵の門弟となり、新次郎、勇蔵を経て安政年間に3代目千蔵を襲名。
後久七に譲り故郷へ帰った。

## 4代目
（生没年不詳）本名は村田久七。
駿河国静岡（現在の静岡県）の商人宿豊島屋の主人、3代目千蔵の門弟で3代目没の1885年に4代目千蔵を襲名。
後に富士田千翁を名乗る。渾名（あだな）を本名から「村久」。

## 5代目
（生没年不詳）本名は内田幸次郎。
駿河国藤枝（現在の静岡県）の生まれ、3代目千蔵の門弟。実弟は三味線方の富士田澄次郎。4代目が富士田千翁になるにあたり5代目千蔵を襲名。渾名を「鍛治屋幸次郎」。

## 6代目
後の2代目富士田吉次。

## 7代目
（明治30年（1897年）2月27日 - 昭和40年（1965年8月11日））本名は上松米造。
千葉県船橋の生まれ、祖父は5代目富士田音蔵。3代目富士田吉次の養子。祖父の5代目音蔵に師事し1921年に唄方で市村座で富士田音三久の名で初舞台。菊五郎劇団で活躍。1939年に7代目（自身は8代目と称した）千蔵を襲名。のちに大薩摩家寿太夫も名乗る。

## 11代目
（昭和62年（1987年）11月18日 - お笑いコンビ「コットン」のきょん。本名は富士田恭兵。
埼玉県草加市に生まれる。日本のお笑いというものを芸術とみなし、お笑いに生涯を賭ける。2009年、不景気の影響を受け就職活動につまずいたの機にお笑い芸人になる。担当はボケ。